# クタイシ (小惑星)
クタイシ (1289 Kutaissi) は小惑星帯に位置する小惑星。ソ連の天文学者グリゴリー・ネウイミンがクリミア観測所で発見した。
ジョージア西部の中心都市クタイシに因んで命名された。